# المرباع (ذي السفال)

تعديل مصدري - تعديل

المرباع محلة تابعة لقرية القاعدة، التابعة لعزلة خنوه بمديرية ذي السفال إحدى مديريات محافظة إب في الجمهورية اليمنية، بلغ تعداد سكانها 1573 حسب تعداد اليمن لعام 2004.